# Frank Wieneke
Frank Wieneke (* 31. ledna 1962 Hannover, Německo) je bývalý reprezentant Německa v judu. Je olympijským vítězem z roku 1984

## Sportovní kariéra
Připravoval se ve Wolfsburgu. V roce 1984 odjížděl na olympijské hry v Los Angeles bez většího mezinárodního úspěchu. Role outsidera mu však sedla a ve finále se utkal s největším favoritem Britem Adamsem. Od úvodu odrážel jeden Britův nástup za druhým, aby ho nakonec unaveného v závěru poslal kombinací uči-mata+seoi-nage na ippon. Získal zlatou olympijskou medaili.
V roce 1988 se opět dokázal koncentrovat na nejdůležitější turnaj olympijských her v Soulu. Ve finále se mu však Poláka Waldemara Legieńa uštvat nepodařilo a musel se spokojit se stříbrnou olympijskou medaili. Se sportovní kariérou se rozloučil po domácím mistrovství Evropy v roce 1990.
Žije v Kolíně nad Rýnem. Od roku 2001 vedl dvě olympijská období německou reprezentaci. V roce 2008 připravil k zisku zlaté olympijské medaile Ole Bischofa.

## Výsledky
| Turnaj             | 1980             | 1981             | 1982             | 1983             | 1984             | 1985             | 1986             | 1987             | 1988             | 1989             | 1990             |
| Turnaj             | 18               | 19               | 20               | 21               | 22               | 23               | 24               | 25               | 26               | 27               | 28               |
| Turnaj             | polostřední váha | polostřední váha | polostřední váha | polostřední váha | polostřední váha | polostřední váha | polostřední váha | polostřední váha | polostřední váha | polostřední váha | polostřední váha |
| ------------------ | ---------------- | ---------------- | ---------------- | ---------------- | ---------------- | ---------------- | ---------------- | ---------------- | ---------------- | ---------------- | ---------------- |
| Olympijské hry     | —                |                  |                  |                  | 1.               |                  |                  |                  | 2.               |                  |                  |
| Mistrovství světa  |                  | —                |                  | úč.              |                  | úč.              |                  | úč.              |                  | 5.               |                  |
| Mistrovství Evropy | —                | —                | —                | 5.               | úč.              | úč.              | 1.               | 5.               | 2.               | 2.               | úč.              |
| ME juniorů         | 3.               | 2.               |                  |                  |                  |                  |                  |                  |                  |                  |                  |